# Marie-Therese Nadig

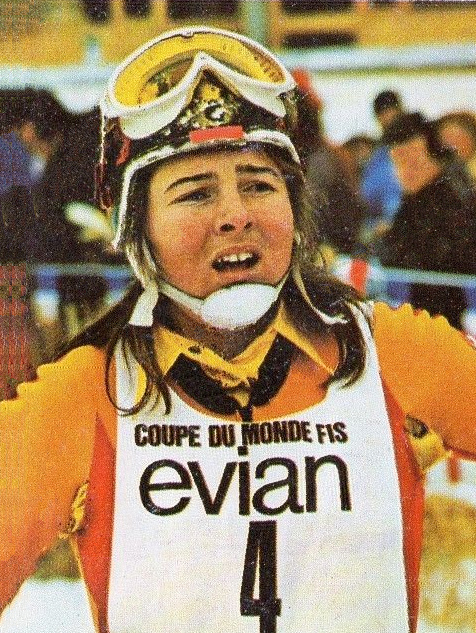
Marie-Thérèse Nadig

Marie-Therese Nadig (Flums, 8 maart 1954) is een Zwitsers oud-alpineskiester. In 1972 werd ze gekozen tot Zwitsers Sportvrouw van het Jaar.
Nadig werd op de Winterspelen in Sapporo op de afdaling en de reuzenslalom olympisch kampioene en daarmee tegelijkertijd wereldkampioene op deze disciplines. Op de Winterspelen in Lake Placid won ze brons op de afdaling.
In de Wereldbeker alpineskiën won ze in 1981 de algemene wereldbeker (het allroundklassement over alle disciplines) en tevens de eindzege op de afdaling en in de combinatie. In 1980 had ze op de afdaling ook de eindzege behaald. Bij de wereldbekerwedstrijden behaalde ze 24 dagzeges (13x afdaling, 6x reuzenslalom en 5x combinatie) en eindigde ze negen keer als tweede en elf keer als derde.

## Erelijst

### OS / WK
Olympische Winterspelen 1972, Sapporo
 op de afdaling
 op de reuzenslalom
Olympische Winterspelen 1980, Lake Placid (1980)
 op de afdaling

## WB eindklassement
1948: Hedy Schlunegger ·
1952: Trude Beiser ·
1956: Madeleine Berthod ·
1960: Heidi Biebl ·
1964: Christl Haas ·
1968: Olga Pall ·
1972: Marie-Therese Nadig ·
1976: Rosi Mittermaier ·
1980: Annemarie Moser-Pröll ·
1984: Michela Figini ·
1988: Marina Kiehl ·
1992: Kerrin Lee-Gartner ·
1994: Katja Seizinger ·
1998: Katja Seizinger ·
2002: Carole Montillet ·
2006: Michaela Dorfmeister ·
2010: Lindsey Vonn ·
2014: Dominique Gisin & Tina Maze ·
2018: Sofia Goggia ·
2022: Corinne Suter
1952: Andrea Mead-Lawrence ·
1956: Ossi Reichert ·
1960: Yvonne Rüegg ·
1964: Marielle Goitschel ·
1968: Nancy Greene ·
1972: Marie-Therese Nadig ·
1976: Kathy Kreiner ·
1980: Hanni Wenzel ·
1984: Debbie Armstrong ·
1988: Vreni Schneider ·
1992: Pernilla Wiberg ·
1994: Deborah Compagnoni ·
1998: Deborah Compagnoni ·
2002: Janica Kostelić ·
2006: Julia Mancuso ·
2010: Viktoria Rebensburg ·
2014: Tina Maze ·
2018: Mikaela Shiffrin ·
2022: Sara Hector